# Arcidiocesi di Saurimo
L'arcidiocesi di Saurimo (in latino Archidioecesis Saurimoensis) è una sede metropolitana della Chiesa cattolica in Angola. Nel 2022 contava 71.770 battezzati su 543.420 abitanti. È retta dall'arcivescovo José Manuel Imbamba.

## Territorio
L'arcidiocesi comprende la provincia di Lunda Sud in Angola.
Sede arcivescovile è la città di Saurimo, dove si trova la cattedrale di Maria Assunta.
Il territorio è suddiviso in 7 parrocchie.

## Storia
La diocesi di Henrique de Carvalho fu eretta il 10 agosto 1975 con la bolla Ut apostolicum di papa Paolo VI, ricavandone il territorio dalla diocesi di Malanje (oggi arcidiocesi). Originariamente era suffraganea dell'arcidiocesi di Luanda.
Il 16 maggio 1979 assunse il nome di diocesi di Saurimo in forza del decreto Cum Excellentissimus della Congregazione per l'evangelizzazione dei popoli.
Il 9 novembre 2001 cedette una porzione del suo territorio a vantaggio dell'erezione della diocesi di Dundo.
Il 12 aprile 2011 è stata elevata al rango di arcidiocesi metropolitana con la bolla Quandoquidem accepimus di papa Benedetto XVI.

## Cronotassi dei vescovi
Si omettono i periodi di sede vacante non superiori ai 2 anni o non storicamente accertati.
- Manuel Franklin da Costa † (10 agosto 1975 - 3 febbraio 1977 nominato arcivescovo di Huambo)
- Pedro Marcos Ribeiro da Costa † (3 febbraio 1977 - 15 gennaio 1997 ritirato)
- Eugenio Dal Corso, P.S.D.P. † (15 gennaio 1997 succeduto - 18 febbraio 2008 nominato vescovo di Benguela)
  - Sede vacante (2008-2011)
- José Manuel Imbamba, dal 12 aprile 2011

## Statistiche
L'arcidiocesi nel 2022 su una popolazione di 543.420 persone contava 71.770 battezzati, corrispondenti al 13,2% del totale.
| anno | popolazione | popolazione | popolazione | presbiteri | presbiteri | presbiteri | presbiteri                | diaconi | religiosi | religiosi | parrocchie |
| anno | battezzati  | totale      | %           | numero     | secolari   | regolari   | battezzati per presbitero | diaconi | uomini    | donne     | parrocchie |
| ---- | ----------- | ----------- | ----------- | ---------- | ---------- | ---------- | ------------------------- | ------- | --------- | --------- | ---------- |
| 1980 | 41.000      | 307.500     | 13,3        | 8          |            | 8          | 5.125                     |         | 9         | 15        | 7          |
| 1990 | 46.000      | 369.000     | 12,5        | 8          | 4          | 4          | 5.750                     |         | 6         | 18        | 10         |
| 1999 | 78.300      | 710.000     | 11,0        | 11         | 6          | 5          | 7.118                     |         | 5         | 24        | 3          |
| 2000 | 80.500      | 740.000     | 10,9        | 10         | 6          | 4          | 8.050                     |         | 4         | 22        | 3          |
| 2001 | 40.000      | 400.000     | 10,0        | 7          | 6          | 1          | 5.714                     |         | 5         | 13        | 2          |
| 2002 | 35.000      | 270.000     | 13,0        | 7          | 6          | 1          | 5.000                     |         | 5         | 14        | 2          |
| 2003 | 48.000      | 310.000     | 15,5        | 9          | 6          | 3          | 5.333                     |         | 4         | 14        | 2          |
| 2004 | 56.000      | 380.000     | 14,7        | 9          | 6          | 3          | 6.222                     |         | 4         | 16        | 3          |
| 2010 | 61.700      | 410.000     | 15,0        | 18         | 9          | 9          | 3.427                     |         | 13        | 22        | 5          |
| 2014 | 63.815      | 456.000     | 14,0        | 18         | 9          | 9          | 3.545                     |         | 12        | 26        | 6          |
| 2017 | 65.889      | 544.000     | 12,1        | 16         | 9          | 7          | 4.118                     |         | 14        | 25        | 6          |
| 2020 | 70.601      | 522.077     | 13,5        | 18         | 10         | 8          | 3.922                     |         | 18        | 27        | 6          |
| 2022 | 71.770      | 543.420     | 13,2        | 24         | 15         | 9          | 2.990                     |         | 16        | 28        | 7          |